# Alfred J. Goulding
Alfred John "Alf" Goulding (26 de janeiro de 1896 – 25 de abril de 1972) foi um diretor e roteirista nascido em Melbourne, Austrália e naturalizado norte-americano.
Ele dirigiu 182 filmes entre 1917 e 1959.
Foi irmão caçula da cantora de ópera Elsa Goulding.
Faleceu em Hollywood, na Califórnia, a 1972, vítima de uma pneumonia.